# Балотелли, Марио
Ма́рио Барвуа́ Балоте́лли (англ. и итал. Mario Barwuah Balotelli; род. 12 августа 1990[…], Палермо) — итальянский футболист, нападающий. Известен в первую очередь своим скверным характером, практически в каждом клубе он конфликтовал с партнёрами и тренерами, а вне поля с ним постоянно случались скандальные или курьёзные происшествия.
Марио родился в семье выходцев из Ганы, однако уже в два года был отдан на попечительство итальянцам Франческо и Сильвии Балотелли. Во время своей юношеской карьеры успел сменить пять различных клубов, пока в 2005 году не дебютировал в большом футболе в составе «Лумедзане». С 2007 по 2010 год выступал в «Интере», с которым трижды становился чемпионом Италии и брал Лигу чемпионов в 2010 году. В том же году перешёл за 25 миллионов фунтов в «Манчестер Сити», выиграл с командой чемпионский титул и кубок страны, но из-за постоянных конфликтов был вынужден уйти в «Милан». В 2014 году перешёл в «Ливерпуль», провально провёл дебютный сезон и в очередной раз вернулся в «Милан» на правах аренды. Также успел поиграть за французские клубы «Ницца» и «Олимпик Марсель».
Марио также выступал в составе национальной сборной Италии. В 2012 году стал вице-чемпионом Европы, оформив дубль в полуфинальном поединке против Германии (2:1).

## Биография
Марио Балотелли родился в больнице района Борго в Палермо в семье выходцев из Ганы Томаса и Роус Барвуа. Чуть позже его семья переехала в город Баньоло-Мелла, провинции Брешиа. Там Марио заболел и около года находился в больнице — он родился больным и ему было сделано несколько операций на желудке. Семья Барвуа не могла обеспечить Марио достойного лечения и условий жизни, потому они попросили помощи у служб социального обеспечения. В 1993 году, когда Марио было 2 года, ганские родители передали его итальянской семье Балотелли из Кончезьо, у которой уже было трое детей — два мальчика и девочка Кристина, чтобы те помогли мальчику вылечиться. Чуть позже через суд была оформлена официальная опека Марио Франческо и Сильвии Балотелли над Марио. Через много лет биологические родители Марио утверждали, что оставили сына из-за того, что были очень бедны; родители Балотелли говорили, что несколько раз привозили сына в дом биологических родителей, но те дверь не открывали. Двое его старших братьев, Джованни и Коррадо, помогали родителям заботиться о Марио. Позже Марио сказал:

Где они были, когда я был никем? Почему ни разу не захотели встретиться, почему не предприняли даже попытки меня вернуть? А теперь, когда я игрок серии А, они мелькают на телеэкранах с трагическими выражениями на лицах. Я уже просил своих биологических родителей уважать моё право на частную жизнь. Но они не послушали меня. Могу лишь повторить сказанное два года назад: если бы я не стал звездой футбола Марио Балотелли, то они бы не задумывались обо мне. В своём интервью они рассказали много неверной информации, которая бросает тень на усыновившую меня семью. Я не могу этого допустить, так как моя настоящая семья живёт в Брешиа и пользуется уважением в городе. Это моя единственная семья.

На основании закона № 91 от 5 февраля 1992 года Балотелли смог получить итальянское гражданство лишь после 18 лет. 13 августа 2008 года Балотелли на специальной церемонии получил итальянский паспорт.

## Клубная карьера

### Ранние годы

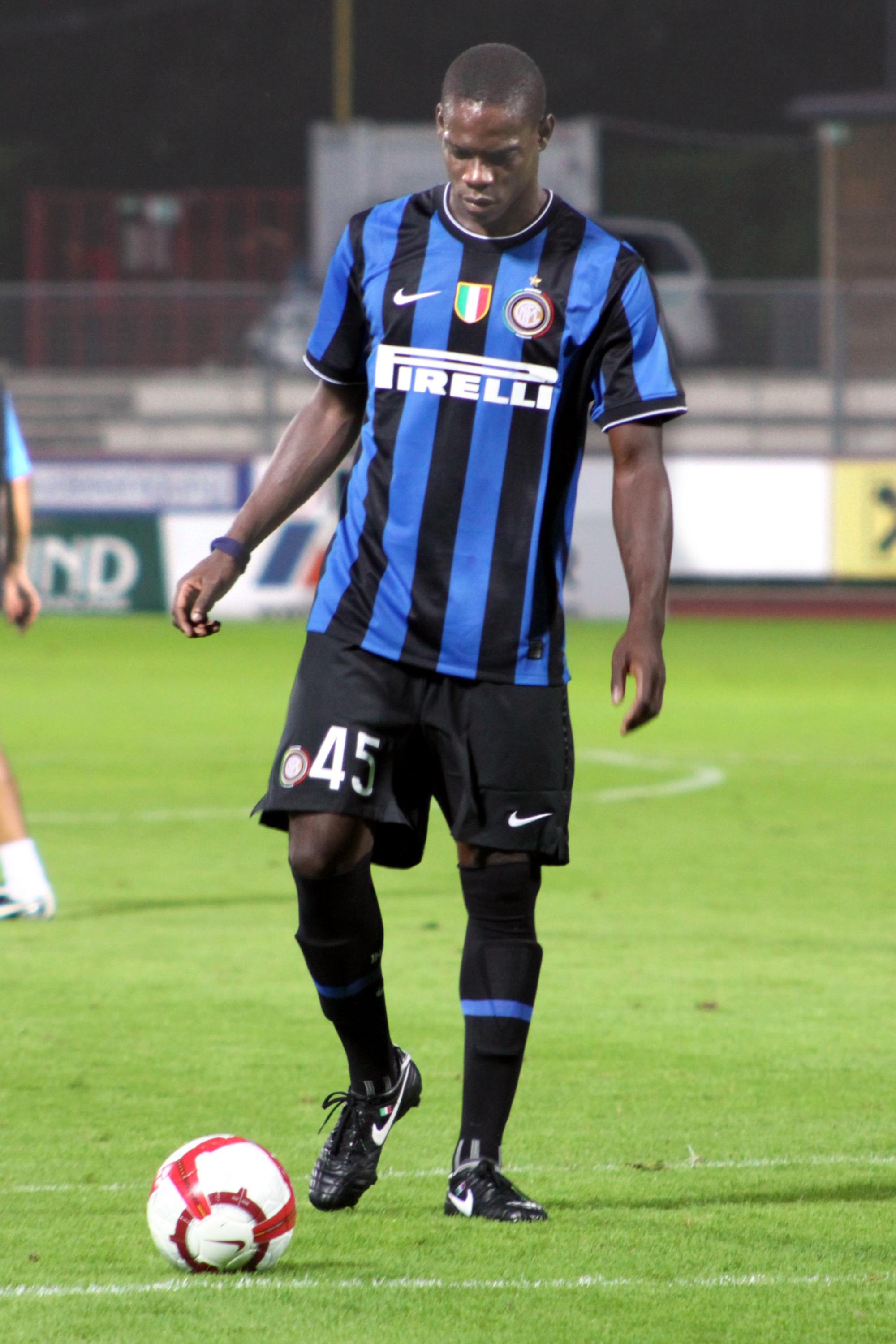
Марио в составе «Интера»

В 1997 году Балотелли начал играть в своей первой команде «Сан-Барталомео», проведя в ней два года. Затем в его карьере были «Момпьяно» и «Павониано». В 2001 году он присоединился к профессиональной команде «Лумедзане», с которой дебютировал в профессиональном футболе 2 апреля 2006 года в поединке лиги C1 против «Падуи». В 15-летнем возрасте Балотелли не смог пройти просмотр в «Барселоне» и был подписан «Интером» за 150 000 евро. Позже «Супер Марио» так высказался о каталонской команде:

Выступать за «Барселону»? Я не играю с девочками.
Оригинальный текст (исп.)Jugar en el Barça? Yo no juego con niñas.

### «Интернационале»
После одного сезона в молодёжке «Интера» Балотелли стал постоянным игроком «нерадзурри», которые заплатили за вторую половину прав 190 000 евро. 8 июня 2007 года он провёл свой первый матч в основном составе «Интера». Это была товарищеская игра против «Шеффилд», посвящённая 150-летию одного из старейших клубов в мире. Марио оформил дубль и был включён Роберто Манчини в заявку на следующий сезон Серии A. 16 декабря Балотелли сыграл свой первый матч в национальном первенстве Италии против «Кальяри» (2:0), а ещё через три дня забил два гола в поединке Кубка Италии против «Реджины» (4:1). Но по-настоящему о нём заговорили после дубля в ответном поединке Кубка Италии против «Ювентуса» (3:2), благодаря которому «Интер» смог выйти в полуфинал. До конца сезона забил ещё первый мяч в Серии A в противостоянии с «Аталантой» и стал чемпионом Италии. На старте следующего сезона Балотелли помог «Интеру» выиграть Суперкубок Италии. В том матче он вышел на замену во втором тайме и сравнял счёт на 83-й минуте. Судьба кубка решилась в послематчевой серии пенальти, которую выиграл «Интер» (в том числе благодаря точному удару Марио).
В следующем сезоне Балотелли продолжал регулярно забивать, став главной надеждой итальянской нации. Он стал самым молодым автором гола в лигочемпионской истории «Интера», поразив ворота «Анортосиса» в возрасте 18 лет и 85 дней. В том сезоне он провёл 31 матч и забил 10 голов, а «нерадзурри» в четвёртый раз подряд стали чемпионами Италии. В следующем сезоне Марио предстояло поработать под руководством Жозе Моуриньо. Португалец не особо доверял молодому нападающему, стараясь равномерно разделять игровую практику между опытным Гораном Пандевым и Балотелли. Он забил 11 голов во всех турнирах, а его команда оформила «золотой требл», взяв чемпионский титул, Кубок Италии и Лигу чемпионов.

### «Манчестер Сити»
13 августа 2010 года Балотелли перешёл в английский клуб «Манчестер Сити», подписав контракт на 5 лет. Сумма трансфера составила 24 млн фунтов стерлингов. В новой команде Марио воссоединился с Роберто Манчини, который когда-то дал ему путёвку в большой футбол.

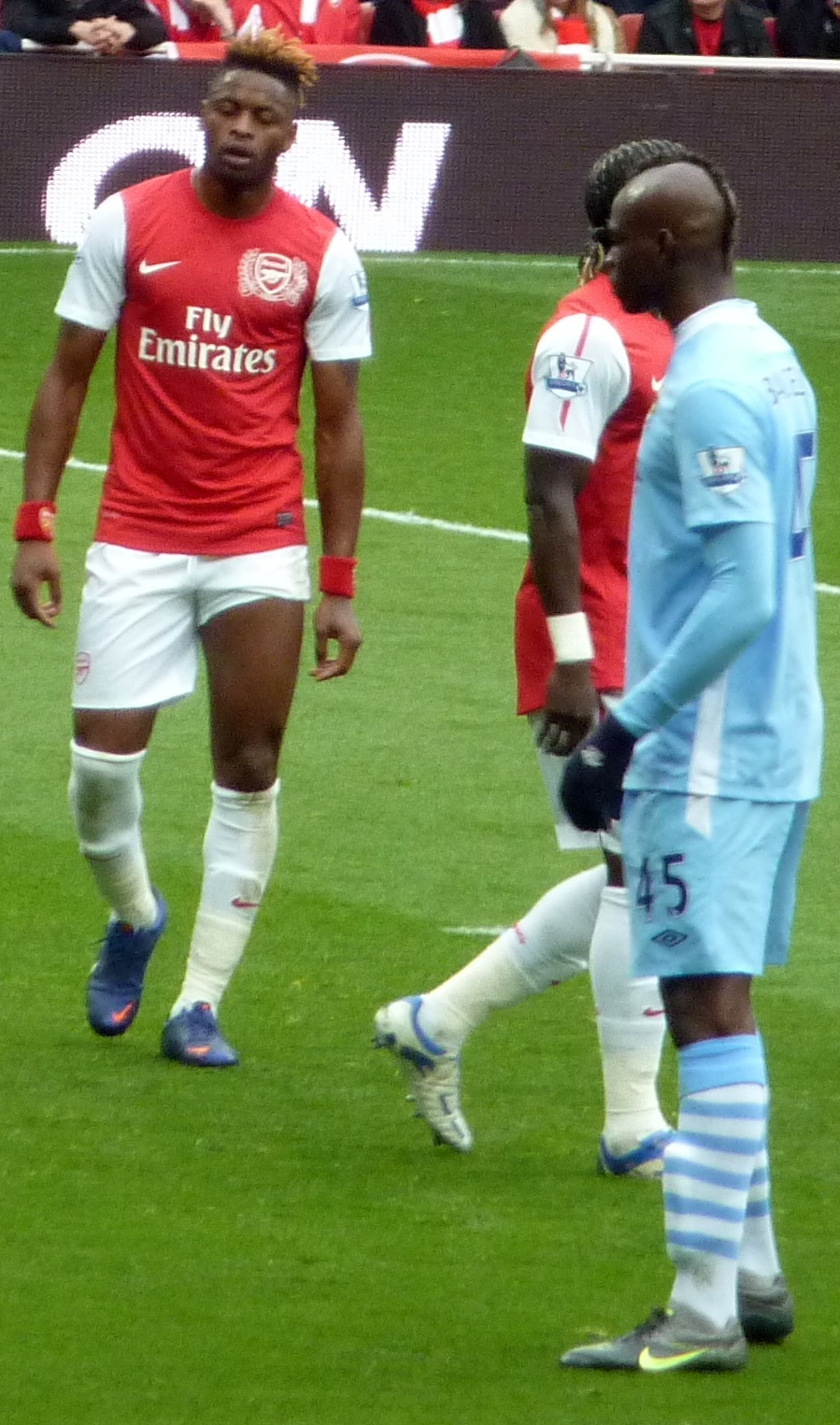
Балотелли в игре за «Манчестер Сити» против «Арсенала» (крайний справа)

19 августа 2010 года в своём первом матче за новый клуб — против румынской «Тимишоары» в рамках Лиги Европы 2010/11 на выезде — на 72-й минуте забил единственный гол, который принёс «Манчестер Сити» победу. Однако в этом же матче итальянец получил тяжёлую травму бокового мениска и вылетел до октября.
24 октября 2010 года дебютировал в английской Премьер-лиге 2010/11 в домашнем матче против «Арсенала» (0:3). 7 ноября Балотелли забил два гола и принёс своей команде победу в матче с клубом «Вест Бромвич Альбион», в той же игре он получил красную карточку и трёхматчевую дисквалификацию. В первом сезоне Марио забивал в основном в Еврокубках, оформив дубль в матче против «Ред Булла» из Зальцбурга. 3 декабря впервые подрался со своим одноклубником. Под раздачу попал Жером Боатенг, которому не понравилась выходка Бало на тренировке. 28 декабря Балотелли сделал хет-трик в матче чемпионата Англии с клубом «Астон Вилла». В конце декабря Балотелли был удостоен престижной награды Golden Boy, сказав, что лучше него в футбол играет только Месси. До конца сезона Балотелли провёл 28 матчей и забил 10 голов. Он помог «Сити» взять Кубок Англии — первый трофей за 35 лет.
В сезоне 2011/12 «Супер Марио» продолжал с завидной регулярностью впутываться в скандальные истории и забивать. 23 октября 2011 года забил два мяча в ворота «Манчестер Юнайтед». Свой гол итальянский форвард отметил своеобразно, показав на футболке под игровой майкой надпись «Why always me?» («Почему всегда я?»). Встреча завершилась убедительной победой «Манчестер Сити» над «МЮ» со счётом 6:1. До конца сезона он забил 13 голов в 23 матчах, при этом получив четыре красных карточки и четырёхматчевую дисквалификацию за намеренную агрессию в адрес полузащитника «Тоттенхэма» Скотта Паркера. После очередной выходки в матче против «Арсенала» тренер «горожан» Роберто Манчини потерял своё терпение и пообещал, что Балотелли больше не сыграет в его команде. Однако спустя месяц Марио всё-таки вышел на замену в заключительном поединке сезона против «Куинз Парк Рейнджерс», помог Серхио Агуэро забить победный гол и принёс команде первый чемпионской титул с 1968 года.
Несмотря на все угрозы Манчини, Балотелли всё-таки остался в «Сити» на следующий сезон, однако он лишь продолжил деградировать. Дошло до того, что руководство «горожан» начало штрафовать его на двухнедельные зарплаты и отстранять по несколько месяцев от первой команды. В декабре Марио попытался судиться с «Манчестером», так как не был согласен с очередным штрафом. Однако за день до начала судебного заседания итальянец отозвал свой иск и согласился заплатить штраф. В это же время начались проблемы в личной жизни Супер Марио. Он расстался со своей подругой Раффаэллой Фико, однако та успела родить ему дочь. В январе 2013 года Марио подрался со своим многолетним наставником Роберто Манчини. После этого руководство «горожан» выставило своего форварда на трансфер.

### «Милан»

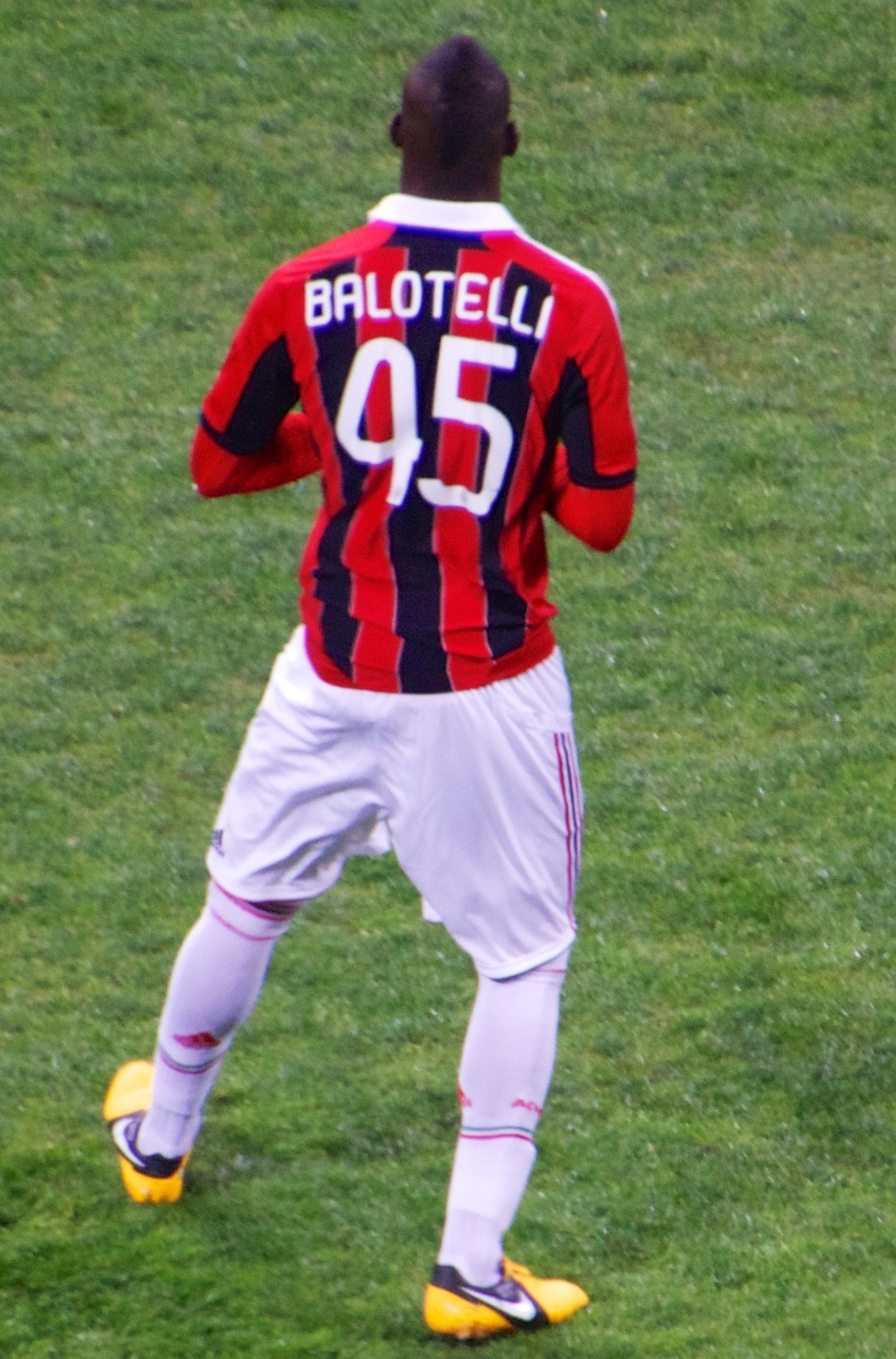
Балотелли в игре за «Милан»

30 января 2013 официально перешёл в «Милан». Сумма трансфера составила € 20 млн. 1 февраля 2013 года Марио Балотелли был представлен в качестве игрока «россонери», получив футболку с номером 45.
В своём дебютном матче за «россонери», 3 февраля, сделал дубль в ворота «Удинезе». 17 марта стал автором дубля в ворота «Палермо», повторив тем самым достижение Андрея Шевченко, забив семь голов в первых шести матчах. Балотелли помог «Милану» подняться на четвёртое место в турнирной таблице, забив 12 голов в 13 матчах. 8 мая стал автором 3-го дубля в стане россонери, поразив на этот раз ворота «Пескары». 19 мая в заключительном туре чемпионата Италии, стал героем заработавшим и реализовавшим пенальти в ворота «Сиены». «Милан» победил со счётом 2:1, таким образом сохранив за собой место в Лиге чемпионов.
Следующий сезон в составе «Милана» стал для Бало довольно успешным. Несмотря на то, что начался он неудачно — Марио впервые в своей карьере не забил пенальти, впоследствии итальянец регулярно забивал. В поединке против «Ливорно» он оформил очередной дубль, забив один из мячей с 30-метрового штрафного (мяч летел на скорости 109 километров в час). После непопадания миланской команды в еврокубки Балотелли решил покинуть команду.

### «Ливерпуль»

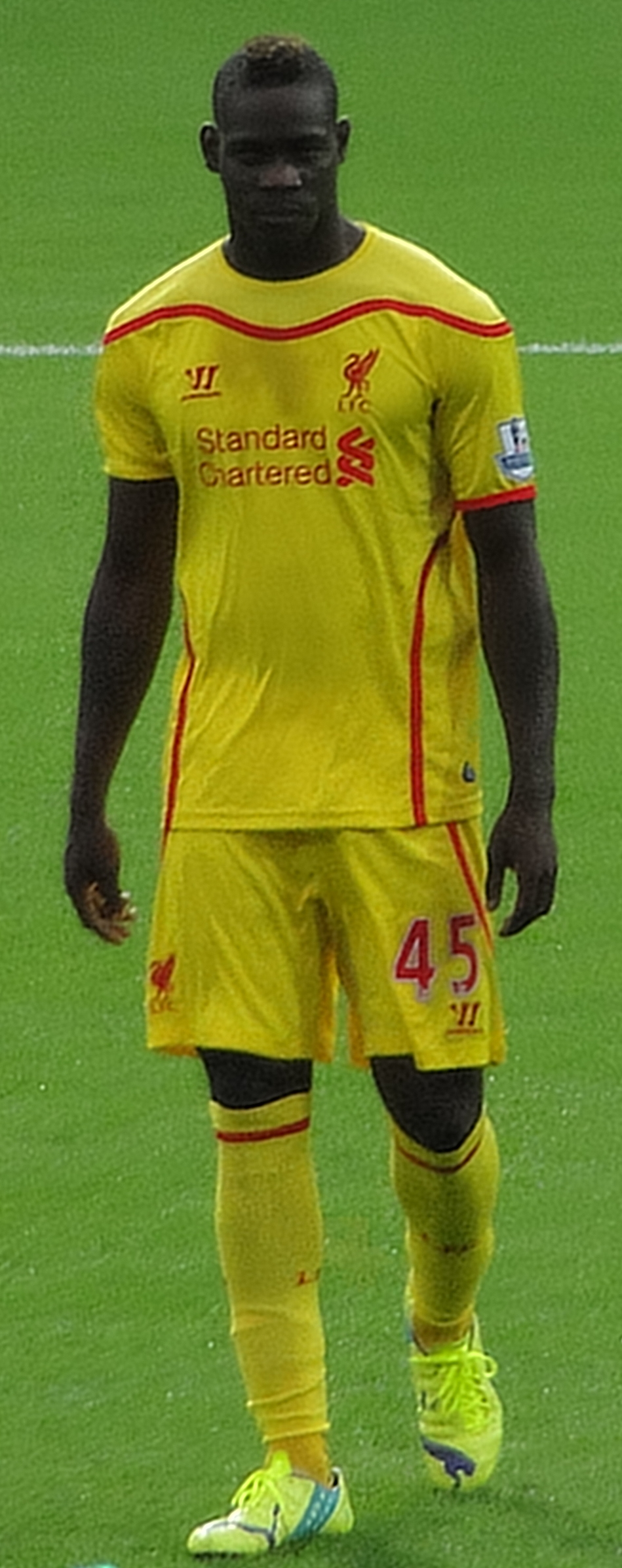
Балотелли во время выступлений за «Ливерпуль», сентябрь 2014 года

25 августа 2014 года Марио вернулся в Англию, став футболистом «Ливерпуля», заменив здесь ушедшего в «Барселону» Луиса Суареса. Сумма трансфера составила 16 миллионов фунтов плюс 2 миллиона в качестве бонусов. 31 августа Бало дебютировал за «красных» в поединке Кубка Лиги против «Тоттенхэма» (3:0). 17 сентября забил свой первый мяч за «Ливерпуль» в матче группового этапа Лиги чемпионов с «Лудогорцем». Но затем Балотелли надолго замолчал и потерял место в стартовом составе. 10 февраля 2015 года забил свой первый и единственный гол за «Ливерпуль» в рамках Премьер-лиги. А всего за сезон Марио забил 4 гола и был признан худшим трансфером в АПЛ. Кроме того Балотелли был несколько раз оштрафован за асоциальное поведение и размещение запрещённых медиа в соцсетях.

#### Аренда в «Милан»
Летом 2015 года «Ливерпуль» попытался продать Балотелли, однако желающих приобрести итальянца не нашлось. 27 августа «Милан» официально подтвердил аренду Марио на сезон 2015/2016. Согласно условиям сделки, «красные» продолжали выплачивать зарплату Марио, а «Милан» получал право преимущественного выкупа форварда. 22 сентября Балотелли забил свой первый гол после возвращения, поразив ворота «Удинезе» (3:2). Однако сезон получился для него провальным из-за постоянных травм, которые потребовали хирургического вмешательства. В итоге Балотелли забил ещё один мяч и не смог помочь «Милану» попасть в еврокубки. Его клуб добрался до финала Кубка Италии, однако проиграл «Ювентусу» со счётом 0:1. Сыграл 20 матчей в Серии A и забил 1 гол.

#### Возвращение в «Ливерпуль»
Летом 2016 года Марио вернулся в «Ливерпуль», где трудился Юрген Клопп. Немецкий специалист заявил, что пока судьба Балотелли не решена и он имеет шанс доказать свою профпригодность. Тем не менeе британские СМИ утверждали, якобы руководство «мерсисайдцев» хочет избавиться от нападающего и готовы выслушать предложения из Китая, Катара или Турции.

### Возрождение карьеры в «Ницце»

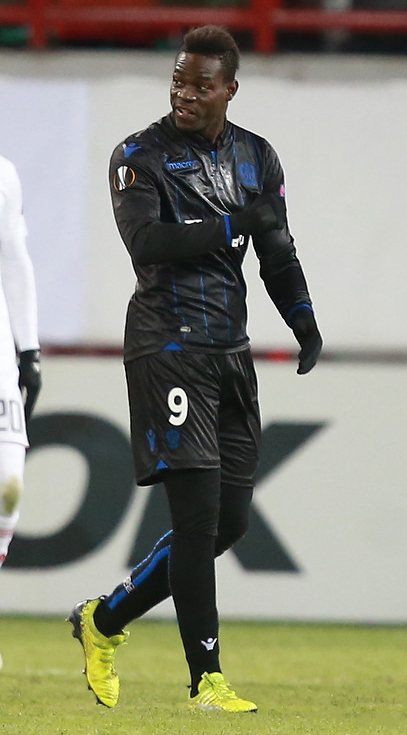
В составе «Ниццы»

31 августа 2016 года на правах свободного агента перешёл во французскую «Ниццу». Руководство французского клуба убедило «Ливерпуль» разорвать контракт с итальянцем. 2 сентября Балотелли был представлен в качестве игрока «орлят». Марио стал самым высокооплачиваемым игроком в команде. По неофициальным данным, зарплата Балотелли составляла 450 тысяч евро в месяц.
11 сентября дебютировал в чемпионате в рамках матча 4-го тура против «Марселя» (3:2), забив два гола. Сначала форвард реализовал пенальти на 7-й минуте встречи, а 78-й минуте замкнул навес Рикарду Перейры. После игры был назван лучшим игроком встречи. 18 декабря оформил дубль в матче с «Дижоном» (2:1). 19 февраля 2017 года был удалён за две жёлтые карточки в матче против «Лорьяна» (1:0). Это было уже третье удаление Балотелли в текущем сезоне. Позже Профессиональная футбольная лига Франции объявила об отмене второй карточки. Дисциплинарная комиссия признала ошибочным решение главного судьи Оливье Туаля, который удалил игрока под занавес встречи. 8 мая отличился в матче с «Марселем» (1:2). Итальянец забил 15-й гол в текущем турнире, побив личный рекорд в голах за сезон. Предыдущее достижение Балотелли (14 мячей) было установлено в сезоне 2013/14, когда он забивал за «Милан». В своём первом сезоне за «орлят» Балотелли смог забить семнадцать голов во всех турнирах. В чемпионате он смог забить 15 голов за 23 матча и стать лучшим бомбардиром команды и войти в топ-5 Лиги 1, что помогло «Ницце» занять третье место и попасть в квалификацию к Лиге чемпионов. Президент «Ниццы» Жан-Пьер Ривер отметил успехи Балотелли и похвалил итальянца за упорство, а также за его игровую дисциплину:
Я рад, что Балотелли отлично адаптировался в клубе, он стал ценной частью коллектива. Сейчас у Марио отличные взаимоотношения в команде и лично с Люсьеном Фавром. Уверен, что если бы Марио встретился с Фавром раньше, то сейчас бы он играл в клубе выше рангом.
Несмотря на различные слухи, которые отправляли Балотелли в другие клубы, Марио принял решение остаться. 25 июня подписал новый контракт с «Ниццей». Итальянец заключил соглашение сроком на один сезон.
Сезон 2017/18 года начался не очень удачно, команда не смогла пробиться в групповой этап Лиги чемпионов, уступив «Наполи». 16 февраля 2018 года оформив дубль в первом матче 1/16 финала Лиги Европы с «Локомотивом» (2:3), вышел на чистое первое место в списке лучших бомбардиров клуба в XXI веке. На счету итальянца было 38 голов за французский клуб. 2 марта забил гол в матче 28-го тура с «Лиллем» (2:1). Форвард забил 3000-й гол клуба в истории чемпионата Франции. В сентябре из-за лишнего веса был выведен из основного состава клуба. При росте 189 сантиметров вес Балотелли составлял 100 килограммов, это на 12 килограммов выше нормы. Игрок практически полностью пропустил предсезонную подготовку «Ниццы», так как летом был всерьёз настроен перейти в «Марсель», но сделка не состоялась. Через несколько дней нападающий вернулся в состав.

### «Олимпик Марсель»
23 января 2019 года подписал контракт с «Марселем» сроком до конца сезона 2018/19. Через два дня Марио дебютировал за новый клуб, отметившись забитым мячом в ворота «Лилля». В оставшейся части сезона Балотелли регулярно выходил на поле в стартовом составе команды, отметившись ещё семью голами.

### «Брешиа»
В 2019 году Балотелли заключил годичный контракт с «Брешией». В новой команде он будет получать 1,5 миллиона евро, но за счёт бонусов сумма выплат может возрасти до 4-х миллионов. Стороны могут продлить договор ещё на один сезон. Руководство «Брешии» неоднократно высказывало претензии относительно того, что Балотелли пропускает тренировки, в итоге контракт с итальянским нападающим был расторгнут 6 июня по договорённости сторон. В сезоне 2019/20 Баллотели провёл 19 игр и забил 5 мячей.

### «Монца»
7 декабря 2020 года Балотелли на правах свободного агента перешёл в «Монцу», подписав контракт до конца сезона. 30 декабря в дебютном матче за новый клуб Балотелли забил первый гол за «Монцу». В сезоне 2020/21 Баллотели провёл 12 игр и забил 5 мячей.

### «Адана Демирспор»
7 июля 2021 года подписал контракт с турецким клубом «Адана Демирспор», который вернулся в Высший дивизион Турции. В матче 22 мая 2022 года против «Гёзтепе» забил 5 голов, тем самым записав на свой счёт пента-трик, где один из мячей он забил финтом, под названием «рабона».

### «Сьон»
31 августа 2022 года подписал двухлетний контракт со швейцарским клубом «Сьон».
Во время матча швейцарской Суперлиги между «Сьоном» и «Базелем» (0:0) Балотелли несколько раз показал болельщикам «Базеля» средний палец, за что был удален с поля и дисквалифицирован на одну игру. За это Балотелли назвал швейцарскую федерацию футбола «мафией».

### Возвращение в «Адана Демирспор»
15 сентября 2023 года Балотелли вернулся в «Адана Демирспор», подписав однолетний контракт с опцией продления еще на год. Его дебют и первые голы в новом сезоне состоялись 1 октября 2023 года в матче против «Аланьяспор»а, в котором он впервые появился на поле.

### «Дженоа»
28 октября 2024 года Балотелли подписал контракт до конца сезона с клубом «Дженоа». Он дебютировал за клуб 4 ноября в матче с «Пармой», завершившемся победой со счетом 1:0.

## Карьера в сборной

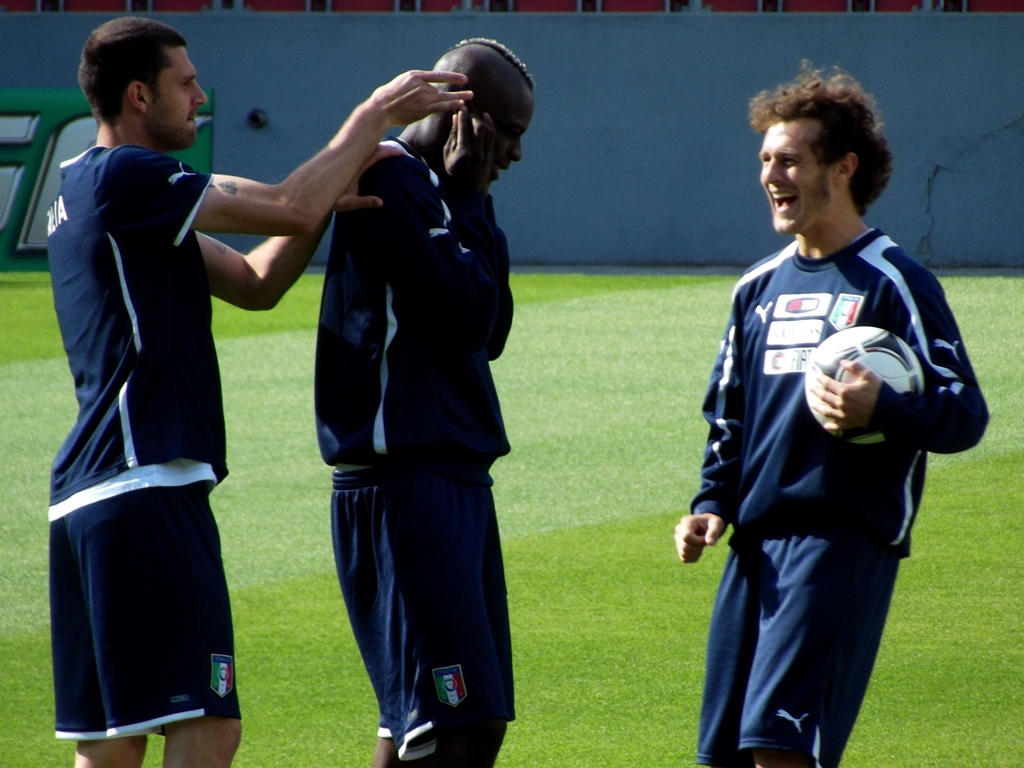
На тренировке с Тиагу Моттой и Алессандро Диаманти

В 2007 году его пыталась переманить ганская федерация футбола, однако Марио отклонил её предложение, изъявив желание выступать за сборную Италии. 5 сентября 2008 года он дебютировал за молодёжную сборную Италии в поединке против греков, в котором смог сравнять счёт (1:1). Летом 2009 года он отправился со сборной на молодёжный чемпионат Европы. Забил гол в дебютном поединке против Швеции, однако затем был удалён за фол на Понтусе Вернблуме и больше не выходил на поле. Его команда добралась до полуфинала, где уступила немцам (0:1).
Балотелли дебютировал за сборную в первом матче после чемпионата мира 2010 года. Это был товарищеский поединок против Кот-д’Ивуара (1:0). Свой первый гол он забил в товарищеском матче против Польши (2:0).
Балотелли стал первым чернокожим футболистом, который сыграл за Италию на чемпионатах Европы. В составе сборной принимал участие в Евро-2012, отметившись дублем 28 июня в полуфинальном матче против Германии, благодаря чему его команда выиграла со счётом 2:1 и вышла в финал чемпионата, где итальянцы уступили Испании 4:0. С тремя голами он вошёл в число лучших бомбардиров чемпионата Европы. В матче против Германии свой второй гол он отпраздновал, сняв футболку и попозировав с обнажённым торсом: фотография Балотелли вскоре стала основой для множества мемов.
Между 2012 и 2014 Балотелли являлся основным форвардом сборной Италии. Он помог ей взять бронзу на Кубке конфедерации 2013 и выйти в финальную часть ЧМ-2014. На самом турнире Бало отметился победным голом в матче против англичан (2:1), однако больше ничем не отметился, а его команда вылетела на групповом этапе. Пришедший в команду Антонио Конте стал реже вызывать Балотелли, а после его провала в «Ливерпуле» и вовсе исключил из заявки в сборной.

## Статистика выступлений

### Клубная статистика
По состоянию на 9 марта 2024 года.
| Выступление      | Выступление      | Выступление      | Чемпионат | Чемпионат | Кубки | Кубки | Еврокубки | Еврокубки | Прочие | Прочие | Итого | Итого |
| Клуб             | Лига             | Сезон            | Игры      | Голы      | Игры  | Голы  | Игры      | Голы      | Игры   | Голы   | Игры  | Голы  |
| ---------------- | ---------------- | ---------------- | --------- | --------- | ----- | ----- | --------- | --------- | ------ | ------ | ----- | ----- |
| Лумедзане        | Серия C1         | 2005/2006        | 2         | 0         | 0     | 0     | 0         | 0         | 0      | 0      | 2     | 0     |
| Лумедзане        | Итого            | Итого            | 2         | 0         | 0     | 0     | 0         | 0         | 0      | 0      | 2     | 0     |
| Интернационале   | Серия A          | 2006/2007        | 0         | 0         | 0     | 0     | 0         | 0         | 0      | 0      | 0     | 0     |
| Интернационале   | Серия A          | 2007/2008        | 11        | 3         | 4     | 4     | 0         | 0         | 0      | 0      | 15    | 7     |
| Интернационале   | Серия A          | 2008/2009        | 22        | 8         | 2     | 0     | 6         | 1         | 1      | 1      | 31    | 10    |
| Интернационале   | Серия A          | 2009/2010        | 26        | 9         | 5     | 1     | 8         | 1         | 1      | 0      | 40    | 11    |
| Интернационале   | Итого            | Итого            | 59        | 20        | 11    | 5     | 14        | 2         | 2      | 1      | 86    | 28    |
| Манчестер Сити   | Премьер-лига     | 2010/2011        | 17        | 6         | 5     | 1     | 6         | 3         | 0      | 0      | 28    | 10    |
| Манчестер Сити   | Премьер-лига     | 2011/2012        | 23        | 13        | 2     | 1     | 6         | 3         | 1      | 0      | 32    | 17    |
| Манчестер Сити   | Премьер-лига     | 2012/2013        | 14        | 1         | 2     | 1     | 4         | 1         | 0      | 0      | 20    | 3     |
| Манчестер Сити   | Итого            | Итого            | 54        | 20        | 9     | 3     | 16        | 7         | 1      | 0      | 80    | 30    |
| Милан            | Серия A          | 2012/2013        | 13        | 12        | 0     | 0     | 0         | 0         | 0      | 0      | 13    | 12    |
| Милан            | Серия A          | 2013/2014        | 30        | 14        | 1     | 1     | 10        | 3         | 0      | 0      | 41    | 18    |
| Милан            | Итого            | Итого            | 43        | 26        | 1     | 1     | 10        | 3         | 0      | 0      | 54    | 30    |
| Ливерпуль        | Премьер-лига     | 2014/2015        | 16        | 1         | 7     | 1     | 5         | 2         | 0      | 0      | 28    | 4     |
| Ливерпуль        | Итого            | Итого            | 16        | 1         | 7     | 1     | 5         | 2         | 0      | 0      | 28    | 4     |
| Милан (аренда)   | Серия А          | 2015/2016        | 20        | 1         | 3     | 2     | 0         | 0         | 0      | 0      | 23    | 3     |
| Милан (аренда)   | Итого            | Итого            | 20        | 1         | 3     | 2     | 0         | 0         | 0      | 0      | 23    | 3     |
| Ницца            | Лига 1           | 2016/2017        | 23        | 15        | 1     | 1     | 4         | 1         | 0      | 0      | 28    | 17    |
| Ницца            | Лига 1           | 2017/2018        | 28        | 18        | 1     | 1     | 9         | 7         | 0      | 0      | 38    | 26    |
| Ницца            | Лига 1           | 2018/2019        | 10        | 0         | 0     | 0     | 0         | 0         | 0      | 0      | 10    | 0     |
| Ницца            | Итого            | Итого            | 61        | 33        | 2     | 2     | 13        | 8         | 0      | 0      | 76    | 43    |
| Олимпик Марсель  | Лига 1           | 2018/2019        | 15        | 8         | 0     | 0     | 0         | 0         | 0      | 0      | 15    | 8     |
| Олимпик Марсель  | Итого            | Итого            | 15        | 8         | 0     | 0     | 0         | 0         | 0      | 0      | 15    | 8     |
| Брешиа           | Серия A          | 2019/2020        | 19        | 5         | 0     | 0     | 0         | 0         | 0      | 0      | 19    | 5     |
| Брешиа           | Итого            | Итого            | 19        | 5         | 0     | 0     | 0         | 0         | 0      | 0      | 19    | 5     |
| Монца            | Серия B          | 2020/2021        | 12        | 5         | 0     | 0     | 0         | 0         | 2      | 1      | 14    | 6     |
| Монца            | Итого            | Итого            | 12        | 5         | 0     | 0     | 0         | 0         | 2      | 1      | 14    | 6     |
| Адана Демирспор  | Суперлига        | 2021/2022        | 31        | 18        | 2     | 1     | 0         | 0         | 0      | 0      | 33    | 19    |
| Адана Демирспор  | Суперлига        | 2022/2023        | 2         | 0         | 0     | 0     | 0         | 0         | 0      | 0      | 2     | 0     |
| Адана Демирспор  | Итого            | Итого            | 33        | 18        | 2     | 1     | 0         | 0         | 0      | 0      | 35    | 19    |
| Сьон             | Суперлига        | 2022/2023        | 18        | 6         | 1     | 0     | 0         | 0         | 0      | 0      | 19    | 6     |
| Сьон             | Итого            | Итого            | 18        | 6         | 1     | 0     | 0         | 0         | 0      | 0      | 19    | 6     |
| Адана Демирспор  | Суперлига        | 2023/2024        | 10        | 6         | 0     | 0     | 0         | 0         | 0      | 0      | 10    | 6     |
| Адана Демирспор  | Итого            | Итого            | 10        | 6         | 0     | 0     | 0         | 0         | 0      | 0      | 10    | 6     |
| Всего за карьеру | Всего за карьеру | Всего за карьеру | 362       | 149       | 36    | 15    | 58        | 22        | 5      | 2      | 461   | 188   |

### Выступления за сборную
| Сборная | Год   | Отборочные матчи ЧМ | Отборочные матчи ЧМ | Финальные матчи ЧМ | Финальные матчи ЧМ | Отборочные матчи ЧЕ | Отборочные матчи ЧЕ | Финальные матчи ЧЕ | Финальные матчи ЧЕ | Кубок конфедераций | Кубок конфедераций | Лига наций УЕФА | Лига наций УЕФА | Товарищеские матчи | Товарищеские матчи | Итого | Итого |
| Сборная | Год   | Игры                | Голы                | Игры               | Голы               | Игры                | Голы                | Игры               | Голы               | Игры               | Голы               | Игры            | Голы            | Игры               | Голы               | Игры  | Голы  |
| ------- | ----- | ------------------- | ------------------- | ------------------ | ------------------ | ------------------- | ------------------- | ------------------ | ------------------ | ------------------ | ------------------ | --------------- | --------------- | ------------------ | ------------------ | ----- | ----- |
| Италия  | 2010  | ‒                   | ‒                   | ‒                  | ‒                  | ‒                   | ‒                   | ‒                  | ‒                  | ‒                  | ‒                  | ‒               | ‒               | 2                  | 0                  | 2     | 0     |
| Италия  | 2011  | ‒                   | ‒                   | ‒                  | ‒                  | 2                   | 0                   | ‒                  | ‒                  | ‒                  | ‒                  | ‒               | ‒               | 3                  | 1                  | 5     | 1     |
| Италия  | 2012  | 1                   | 1                   | ‒                  | ‒                  | ‒                   | ‒                   | 6                  | 3                  | ‒                  | ‒                  | ‒               | ‒               | 2                  | 0                  | 9     | 4     |
| Италия  | 2013  | 4                   | 4                   | ‒                  | ‒                  | ‒                   | ‒                   | ‒                  | ‒                  | 3                  | 2                  | ‒               | ‒               | 6                  | 1                  | 13    | 7     |
| Италия  | 2014  | ‒                   | ‒                   | 3                  | 1                  | ‒                   | ‒                   | ‒                  | ‒                  | ‒                  | ‒                  | ‒               | ‒               | 1                  | 0                  | 4     | 1     |
| Италия  | 2018  | ‒                   | ‒                   | ‒                  | ‒                  | ‒                   | ‒                   | ‒                  | ‒                  | ‒                  | ‒                  | 1               | 0               | 2                  | 1                  | 3     | 1     |
| Итого   | Итого | 5                   | 5                   | 3                  | 1                  | 2                   | 0                   | 6                  | 3                  | 3                  | 2                  | 1               | 0               | 16                 | 3                  | 36    | 14    |

### Матчи Марио Балотелли за сборную Италии
| Матчи Марио Балотелли за сборную Италии | Матчи Марио Балотелли за сборную Италии | Матчи Марио Балотелли за сборную Италии | Матчи Марио Балотелли за сборную Италии | Матчи Марио Балотелли за сборную Италии | Матчи Марио Балотелли за сборную Италии |
| №                                       | Дата                                    | Соперник                                | Счёт                                    | Голы Балотелли                          | Соревнование                            |
| --------------------------------------- | --------------------------------------- | --------------------------------------- | --------------------------------------- | --------------------------------------- | --------------------------------------- |
| 1                                       | 10 августа 2010                         | Кот-д’Ивуар                             | 0:1                                     | -                                       | Товарищеский матч                       |
| 2                                       | 17 ноября 2010                          | Румыния                                 | 1:1                                     | -                                       | Товарищеский матч                       |
| 3                                       | 10 августа 2011                         | Испания                                 | 2:1                                     | -                                       | Товарищеский матч                       |
| 4                                       | 2 сентября 2011                         | Фарерские острова                       | 1:0                                     | -                                       | Отборочные матчи ЧЕ-2012                |
| 5                                       | 6 сентября 2011                         | Словения                                | 1:0                                     | -                                       | Отборочные матчи ЧЕ-2012                |
| 6                                       | 11 ноября 2011                          | Польша                                  | 2:0                                     | 1                                       | Товарищеский матч                       |
| 7                                       | 15 ноября 2011                          | Уругвай                                 | 0:1                                     | -                                       | Товарищеский матч                       |
| 8                                       | 1 июня 2012                             | Россия                                  | 0:3                                     | -                                       | Товарищеский матч                       |
| 9                                       | 10 июня 2012                            | Испания                                 | 1:1                                     | -                                       | Финальные матчи ЧЕ-2012                 |
| 10                                      | 14 июня 2012                            | Хорватия                                | 1:1                                     | -                                       | Финальные матчи ЧЕ-2012                 |
| 11                                      | 18 июня 2012                            | Ирландия                                | 2:0                                     | 1                                       | Финальные матчи ЧЕ-2012                 |
| 12                                      | 24 июня 2012                            | Англия                                  | 0:0                                     | -                                       | Финальные матчи ЧЕ-2012                 |
| 13                                      | 28 июня 2012                            | Германия                                | 2:1                                     | 2                                       | Финальные матчи ЧЕ-2012                 |
| 14                                      | 1 июля 2012                             | Испания                                 | 0:4                                     | -                                       | Финальные матчи ЧЕ-2012                 |
| 15                                      | 16 октября 2012                         | Дания                                   | 3:1                                     | 1                                       | Отборочные матчи ЧМ-2014                |
| 16                                      | 14 ноября 2012                          | Франция                                 | 1:2                                     | -                                       | Товарищеский матч                       |
| 17                                      | 6 февраля 2013                          | Нидерланды                              | 1:1                                     | -                                       | Товарищеский матч                       |
| 18                                      | 21 марта 2013                           | Бразилия                                | 2:2                                     | 1                                       | Товарищеский матч                       |
| 19                                      | 26 марта 2013                           | Мальта                                  | 2:0                                     | 2                                       | Отборочные матчи ЧМ-2014                |
| 20                                      | 31 мая 2013                             | Сан-Марино                              | 4:0                                     | -                                       | Товарищеский матч                       |
| 21                                      | 7 июня 2013                             | Чехия                                   | 0:0                                     | -                                       | Отборочные матчи ЧМ-2014                |
| 22                                      | 11 июня 2013                            | Гаити                                   | 2:2                                     | -                                       | Товарищеский матч                       |
| 23                                      | 16 июня 2013                            | Мексика                                 | 2:1                                     | 1                                       | Кубок конфедераций 2013                 |
| 24                                      | 19 июня 2013                            | Япония                                  | 4:3                                     | 1                                       | Кубок конфедераций 2013                 |
| 25                                      | 22 июня 2013                            | Бразилия                                | 2:4                                     | -                                       | Кубок конфедераций 2013                 |
| 26                                      | 10 сентября 2013                        | Чехия                                   | 2:1                                     | 1                                       | Отборочные матчи ЧМ-2014                |
| 27                                      | 15 октября 2013                         | Армения                                 | 2:2                                     | 1                                       | Отборочные матчи ЧМ-2014                |
| 28                                      | 15 ноября 2013                          | Германия                                | 1:1                                     | -                                       | Товарищеский матч                       |
| 29                                      | 18 ноября 2013                          | Нигерия                                 | 2:2                                     | -                                       | Товарищеский матч                       |
| 30                                      | 4 июня 2014                             | Люксембург                              | 1:1                                     | -                                       | Товарищеский матч                       |
| 31                                      | 14 июня 2014                            | Англия                                  | 2:1                                     | 1                                       | Финальные матчи ЧМ-2014                 |
| 32                                      | 20 июня 2014                            | Коста-Рика                              | 0:1                                     | -                                       | Финальные матчи ЧМ-2014                 |
| 33                                      | 24 июня 2014                            | Уругвай                                 | 0:1                                     | -                                       | Финальные матчи ЧМ-2014                 |
| 34                                      | 28 мая 2018                             | Саудовская Аравия                       | 2:1                                     | 1                                       | Товарищеский матч                       |
| 35                                      | 1 июня 2018                             | Франция                                 | 1:3                                     | —                                       | Товарищеский матч                       |
| 36                                      | 7 сентября 2018                         | Польша                                  | 1:1                                     | —                                       | Лига наций УЕФА 2018/2019               |

Итого: 36 матчей / 14 голов; 14 побед, 13 ничьих, 9 поражений
По состоянию на 7 сентября 2018 года.

## Достижения
Командные
«Интернационале»
- Чемпион Италии (3): 2007/08, 2008/09, 2009/10
- Обладатель Кубка Италии: 2009/10
- Обладатель Суперкубка Италии: 2008
- Победитель Лиги чемпионов УЕФА: 2009/10

«Манчестер Сити»
- Чемпион Англии: 2011/12
- Обладатель Кубка Англии: 2010/11
- Обладатель Суперкубка Англии: 2012

Сборная Италии
- Серебряный призёр чемпионата Европы: 2012

Личные
- Лучший бомбардир Кубка Италии: 2008 (4 гола)
- Обладатель премии Golden Boy: 2010
- Входит в состав символической сборной по итогам чемпионата Европы 2012 года по версии УЕФА
- Рекордсмен сборной Италии по количеству голов на чемпионатах Европы: 3 гола[83]
- Лучший бомбардир чемпионата Европы: 2012 (3 гола)
- Входит в состав символической сборной года Серии А: 2012/13

## Личная жизнь
С июня 2011 года по апрель 2012 года был в отношениях с итальянской моделью Раффаэллой Фико. В июле 2012 года девушка объявила о своей беременности. 5 декабря 2012 года родила дочь, названную Пия. Однако Балотелли отказался признать отцовство без генетической экспертизы, положительный результат которой стал известен 5 февраля 2014 года, о чём игрок сообщил через twitter.
С марта 2013 года встречается с Фанни Негуешей.
Старшая сестра Марио, Эбигэйл Барвуа, имеет ребёнка от другого известного игрока, Обафеми Мартинса.

## Конфликты и эксцентричное поведение
3 декабря 2010 года на тренировке «Манчестер Сити» подрался с Жеромом Боатенгом.
30 апреля 2011 года сцепился со своим одноклубником Венсаном Компани.
15 декабря 2011 года подрался с партнёром по команде Микой Ричардсом, но вскоре футболисты помирились.
3 января 2013 года на тренировке «Манчестер Сити» поссорился с главным тренером команды Роберто Манчини.